# أحمد زكاييف
أحمد خاليداويج زكاييف (بالشيشانية: Заки Хьалид кант Ахьмад)‏; (ولد 26 أبريل 1959) هو قائد عسكري وسياسي، وشغل منصب رئيس وزراء سابق، ونائب رئيس مجلس الوزراء لجمهورية الشيشان (جمهورية إيشكريا الشيشانية) غير المعترف بها. كما شغل منصب وزير خارجية حكومة إيشكريا المعينة من قبل أصلان مسخادوف بعد وقت قصير من انتخابه في عام 1997، ومرة أخرى في عام 2006 من قبل عبد الحليم سعدلاييف. وشارك زكاييف خلال الحرب الشيشانية الأولى في معارك غجروزني وغيرها من العمليات العسكرية، وكذلك في المفاوضات الحاصلة على مستوى عال مع الجانب الروسي.
في عام 2002، اتهمته روسيا بالتورط في سلسلة من الجرائم بما في ذلك المشاركة في أعمال إرهابية ومن ذلك الوقت هو بالمنفى. في عام 2003، رفضت المحكمة في بريطانيا طلب تسليمه إلى موسكو لعدم توفر الأدلة الكافية على الإتهامات الموجهة ضده إلا أن يكون الدافع سياسياً، قائلة أيضا أن هناك احتمال كبير لتعرضهِ إلى التعذيب إذا أعيد إلى موسكو.

## دعوة للعودة إلى الشيشان
في 11 فبراير 2009، قال رمضان قديروف دعا شخصياً زكاييف إلى العودة للشيشان إذا كان لا يريد أن يكون «المستخدمة من قبل الخدمات الخاصة وغيرها من القوات ضد روسيا». في الوقت نفسه، وقال سفير روسيا في لندن ان بريطانيا تحولت إلى «ملاذ» للهاربين الروس، بما في ذلك زكاييف، لا يزال من المطلوبين بتهم الإرهاب. . وفي حديث لاذاعة أوروبا الحرة / راديو ليبرتي، ورفض زكاييف عرض الرئيس الشيشاني العودة، وقال إن قديروف يتابع فقط أوامر الكرملين، ; وقال في مقابلة لقناة بي بي سي الروسية انه يعاود طرح مبادرة العودة لزكاييف  وقال قديروف انه «[ زكاييف] هو الرجل الوحيد على جزء من الشيشان الذي يود عودة للوطن. لا أعرف ماذا تقول هيئات المختصة، ولكن اعتقد انه لم يرتكب جرائم خطيرة.»[
ومع ذلك، في 17 شباط، وكتبت وكالة الدولة كالة ريا نوفوستي الروسية أن زكاييف يزعم أعلن نيته العودة إلى الشيشان و«العمل من أجل سلام دائم» في الجمهورية. ووفقا لمركز إمارة القوقاز سان حال قفقاس، ان يجوز للحكومة منح العفو لزكاييف، ان أبدى استعداده العودة و«المساهمة في سلام طويل الأمد في المنطقة» في حديث ل صدى موسكو في اليوم نفسه  قفقاس سنتر - الذي يدعم عمروف - دعا زكاييف «لاتصال برئيس حكومة»، مشيرا إلى أن زكاييف لها تأثير واضح على المتمردين في الشيشان.
في 23 آب 2009، وفي خطوة مثيرة للجدل، ويذكر أنه رفض من المنفى، منصب رئيس الوزراء من قبل رئيس الجمهورية الشيشانية في البرلمان الشيشاني كما انه "تعدوا ولايته واعترفت بشرعية النظام العميل لدى الكرملين"،  وبعد ذلك بوقت قصير، حكم عليه بالإعدام من قبل المحكمة الشرعية لإمارة القوقاز، لأنه "يصرح بدين الديمقراطية، ويروج للعلمانية، ويفضل القوانين الوضعية على الشريعة الإسلامية". "

## اعتقال وإطلاق 2010
في عام 2010، ألقي القبض عليه في بولندا من قبل الشرطة لدى وصوله للمشاركة في مؤتمر للالشيشان. وقد أفرج عنه في وقت لاحق عندما حكم القاضي بأنه لا يمكن أن تعقد بسبب وضعه اللجوء السياسي في المملكة المتحدة. ومنذ ذلك الحين عاد إلى المملكة المتحدة.

## روابط خارجية
- أحمد زكاييف على موقع IMDb (الإنجليزية)

- Who is Akhmed Zakayev?, راديو بي بي سي 4
- Profile: Akhmed Zakayev, Chechnya's voice on UK stage, الغارديان, September 2008
- The Zakayev Case at منظمة العفو الدولية
- أخبار مُجمّعة وتعليقات عن أحمد زكاييف في موقع صحيفة نيويورك تايمز.
- (بالروسية) Охота на Закаева (about the British extradition case)

Articles
- Corin Redgrave: A great actor, held prisoner by Russia's dirty war, ذي إندبندنت, 2 November 2002
- Zakayev: Key Chechen figure, بي بي سي نيوز، 6 December 2002
- Chechen actor who took up the gun to fight for freedom, ذي إندبندنت, 7 December 2002
- Chechen in Extradition Dispute: Criminal or Peacemaker?, نيويورك تايمز, 9 December 2002
- Let Mr Zakayev stay; Chechen leader should not be extradited, الغارديان, 13 December 2002
- Sharing a glass with the 'international terrorist', الغارديان, 22 December 2002
- Breakfast with Frost | Redgrave Zakayev, بي بي سي نيوز، 5 January 2003
- Why cast me as a criminal?, ذي تايمز, 31 January 2003
- The courts tell the truth about Russian democracy that Mr Blair dare not, ذي إندبندنت, 14 November 2003
- Beslan was barbaric - so has been Russia's reign of terror in Chechnya, الغارديان, 7 September 2004
- More false testimonies against Zakayev being extorted by torture, Chechenpress, 6 October 2006
- Poisoned spy became Muslim on deathbed, says Chechen dissident, ذي إندبندنت, 9 December 2006
- I will not be silenced, says Russia critic, بي بي سي نيوز، 14 December 2006
- Akhmed Zakayev may face serious troubles, ار تي (شبكة تلفاز), 17 February 2007
- Umarov's Caucasian Emirate: Where for now for Akhmed Zakayev?, Central Asia-Caucasus Institute, 01/23/2008
- Mysterious Shifts in Chechnya, ذا بتيرسبورغ تايمز, 23 May 2008 (by Thomas de Waal)
- Zakayev's appearance on the Chechen stage indefinitely postponed, Prague Watchdog, February 17h 2009